# (1148) Rarahu
(1148) Rarahu – planetoida z pasa głównego asteroid okrążająca Słońce w ciągu 5 lat i 86 dni w średniej odległości 3,01 au. Została odkryta 5 lipca 1929 w Obserwatorium Simejiz na górze Koszka na Półwyspie Krymskim przez Aleksandra Deutscha. Nazwa planetoidy pochodzi od Rarahu, tahitańskiej dziewczyny, tytułowej bohaterki powieści Pierre’a Lotiego, później wydawanej jako Le Mariage de Loti. Wskutek błędnej transliteracji przez kilkadziesiąt lat planetoida nosiła nazwę Raraju, dopiero w 1985 roku oficjalnie przyjęto poprawną formę Rarahu. Przed nadaniem nazwy planetoida nosiła oznaczenie tymczasowe (1148) 1929 NA.